# 来生たかおライヴ Much more...
『来生たかおライヴ Much more...』（きすぎたかおライヴ マッチ モア）は、1983年にリリースされた来生たかおの映像作品（VHS〈規格品番：6533-1〉/Bete〈規格品番：6233-1〉/LD〈規格品番：LNK-303〉）である。

## 解説
1982年のコンサートツアー『Concert Tour '82 Much More...』の中から、12月の渋谷公会堂（東京都）の模様を収録している。収録曲のいくつかはイメージ映像が挿入されており、最後に収められた「無口な夜」はライヴ音源ではなくレコーディングヴァージョンと映像がミックスされたものである。
演奏は、現在のバックバンド“スタートル”の前身である“WIN 9”が担っている。来生自身はピアノ・エレキギターを担当している。
2005年6月29日にリリースされたCD・DVDの2枚組ベスト・アルバム『CD&DVD THE BEST』には、本映像ソフトから「Goodbye Day」「シルエット・ロマンス」が収録されている。

## 復刻盤
- 1989年5月21日：VHS（規格品番：W00V-6019）
- 2005年7月27日：5枚組DVD-BOX『Best of Concert Films 1983〜1995』（ユニバーサルミュージック/規格品番：UMBK-9120/4）で、初めてDVD化された（規格品番：UMBK-9120）。

## 収録曲
LD版（VHS版・DVD版は割愛）

### SIDE 1
1. 浅い夢
  - 作詞：来生えつこ / 作曲：来生たかお
  - ピアノを担当して歌っている。
  - 楽曲の詳細はオリジナル・アルバム『浅い夢』を参照。
2. Goodbye Day
  - 作詞：来生えつこ / 作曲：来生たかお
  - ピアノを担当して歌っている。
  - 楽曲の詳細は企画アルバム『来生たかお』、オリジナル・アルバム『Sparkle』を参照。
3. 夜の底へ
  - 作詞：来生えつこ / 作曲：来生たかお
  - ピアノを担当して歌っている。
  - 楽曲の詳細はオリジナル・アルバム『AT RANDOM』を参照。
4. 夢の肌
  - 作詞：来生えつこ / 作曲：来生たかお
  - ピアノを担当して歌っている。
  - 楽曲の詳細はオリジナル・アルバム『Sparkle』を参照。
5. 夢の途中
  - 作詞：来生えつこ / 作曲：来生たかお
  - ピアノを担当して歌っている。
  - 楽曲の詳細はオリジナル・アルバム『夢の途中』を参照。
6. ほんの、ノスタルジー
  - 作詞：来生えつこ / 作曲：来生たかお
  - エレキギターを担当して歌っており、途中に空撮による海辺の風景がミックスされている。
  - 楽曲の詳細はオリジナル・アルバム『AT RANDOM』を参照。

### SIDE 2
1. 蜜月
  - 作詞：来生えつこ / 作曲：来生たかお
  - スタンドマイクで歌っており、終盤に夜の街の風景がミックスされている。
  - 楽曲の詳細はオリジナル・アルバム『遊歩道』を参照。
2. スローナイト
  - 作詞：来生えつこ / 作曲：来生たかお
  - スタンドマイクで歌っており、序盤に夜の街の風景がミックスされている。
  - 楽曲の詳細はオリジナルアルバム『遊歩道』を参照。
3. 涙嫌い
  - 作詞：来生えつこ / 作曲：来生たかお
  - アコースティックギターを担当して歌っている。
  - 楽曲の詳細はオリジナル・アルバム『By My Side』を参照。
4. 気分は逆光線
  - 作詞：来生えつこ / 作曲：来生たかお
  - エレキギターを担当して歌っており、途中にヨットや海辺の風景がミックスされている。
  - 第12弾オリジナル・シングル（1982年4月25日リリース）で、オリジナル・アルバムには収録されていない。
5. シルエット・ロマンス
  - 作詞：来生えつこ / 作曲：来生たかお
  - ハンドマイクで歌っている。
  - 楽曲の詳細は企画アルバム『Visitor』を参照。
6. 無口な夜
  - 作詞：来生えつこ / 作曲：来生たかお / 編曲：福井峻
  - 来生自身のイメージ映像と、第14弾オリジナル・シングル（1983年3月1日リリース）の音源がミックスされている。
  - 楽曲の詳細は『来生たかお作品集 Times Go By』を参照。

## 参加ミュージシャン
- Piano：来生たかお（SIDE1-1 - 4）
- Keyboards：嶋田陽一（SIDE1-1 - 6/SIDE2-1,2,4,5）、松田真人（SIDE1-1 - 3,5,6/SIDE2-1 - 5）
- E. Guitar：来生たかお（SIDE1-5,6/SIDE2-4）、法田勇虫（SIDE1-3 - 6/SIDE2-1 - 4）
- A. Guitar：法田勇虫（SIDE1-2/SIDE2-5）、来生たかお（SIDE2-3）
- E. Bass：杉征夫
- Drums：村田勝美
- Percussion：松田真人（SIDE1-3,4）
- Chorus：松田真人（SIDE1-4,5/SIDE2-4）、法田勇虫（SIDE1-5）、杉征夫（SIDE1-5）、嶋田陽一（SIDE1-5/SIDE2-3）

## 参加スタッフ
- 美術：中沢正
- 照明：青柳節朗
- 音響：大坪仁信
- 衣装：WAY OUT
- 録音担当：本間一泰
- 録音技術：高城賢、SCI
- 舞台監督：青柳節朗
- 企画制作：株式会社キティアーティスト、堀江芳春、角野禎、丸山好信、柴田幹夫

中継スタッフ
- プロデューサー：吉田謙三
- ディレクター：清水武
- 中継：東通
- 編集：佐治泰幸（東洋現象）
- 製作：コマーシャル ギャング オブ キティ
- 製作著作：キティエンタープライズ、多賀英典